# 芒洪拉祜族布朗族乡
芒洪拉祜族布朗族乡（佤语：van hung:1004），是中华人民共和国云南省临沧市耿马傣族佤族自治县下辖的一个民族乡。

## 行政区划
芒洪拉祜族布朗族乡下辖以下村级行政区划单位：
芒洪村、科且村、安雅村、新联村和马厂村。